# Lost Change

Lost Change är de första studioalbumet av will.i.am, släppt 1 september 2001. will.i.am var den första från gruppen Black Eyed Peas att släppa ett soloalbum.

## Låtlista
1. "Ev Rebahdee" (feat. Planet Asia)